# Te Ara: The Encyclopedia of New Zealand
Te Ara: The Encyclopedia of New Zealand is een online encyclopedie die in 2001 is opgericht door het ministerie van Cultuur en Erfgoed van de regering van Nieuw-Zeeland. Te Ara betekent "het pad" in het Māori en de encyclopedie bevat meer dan drie miljoen woorden in artikelen van meer dan 450 auteurs. Er zijn meer dan 30.000 afbeeldingen en videoclips van duizenden bijdragers. De inhoud was in de loop van enkele jaren in fasen ontwikkeld; de eerste secties werden in 2005 gepubliceerd en de laatste in 2014.

## Geschiedenis
De eerste herkenbare encyclopedie van Nieuw-Zeeland was The Cyclopedia of New Zealand, een commerciële onderneming die werd samengesteld en gepubliceerd tussen 1897 en 1908 waarin bedrijven of mensen gewoonlijk betaalden voor de artikelen. In 1966 publiceerde de Nieuw-Zeelandse regering An Encyclopaedia of New Zealand, hun eerste officiële encyclopedie, in drie delen. Hoewel deze nu is vervangen door Te Ara, is deze versie zodanig historisch van belang dat het werd opgenomen als een afzonderlijke digitale bron op de website van Te Ara.
Te Ara is ontwikkeld tussen 2001 en 2014 onder de redactie van historicus Jock Phillips, die tijdens de oprichting toezicht hield op een fulltime staf van ongeveer 20 schrijvers, redacteuren, afbeelding- en brononderzoekers en ontwerpers. In 2010 werd tijdens de ontwikkeling van de encyclopedie besloten om de Dictionary of New Zealand Biography in Te Ara te integreren. Na voltooiing van de werkzaamheden in 2014 werd de bijdrage van Jock Phillips aan het project bekroond met een prijs voor literaire prestatie door de premier van Nieuw-Zeeland. De encyclopedie is nu de onderhoudsfase ingegaan en wordt bijgehouden door een toegewijd onderzoeksteam binnen het Ministerie van Cultuur en Erfgoed.

## Structuur
De encyclopedie is onderverdeeld in verschillende secties met brede thema's. Artikelen over onderwerpen die verband houden met de cultuur van de Māori worden gepubliceerd in zowel Māori als Engels.
In 2005 werd de encyclopedie gepubliceerd met het eerste thema, het vertellen van de verhalen van Nieuw-Zeelanders. Het behandelt de migratie van volkeren naar Nieuw-Zeeland en de geschiedenis van hun nederzetting - zowel de inheemse Māori als andere groepen. Een overzichtssectie, "Nieuw-Zeeland in het kort", bevat beknopte informatie en feiten over het land. Het tweede deel werd gepubliceerd in 2006 en was getiteld "Earth, Sea and Sky". Dit deel had betrekking op de natuur van Nieuw-Zeeland: oceaanvissen, zee- en kustvogels en ander zeeleven, de interacties van mensen en de zee, de natuurlijke hulpbronnen van het land, en vormgevende krachten zoals geologie, vulkanologie, het weer en klimaat. De focus werd gelegd op dingen die uniek of kenmerkend zijn voor Nieuw-Zeelands, en wetenschappelijke en technische gegevens worden gepresenteerd binnen een sociale en menselijke context. In 2007 verscheen het derde deel, getiteld "The Bush". Dit deel ging over de inheemse landschappen, bossen, planten en dieren van Nieuw-Zeeland en de manieren waarop mensen ze hebben gebruikt of geprobeerd hebben ze te begrijpen. Ook behandelt het de eerste pogingen om het land in kaart te brengen, struinen, naaldboom-loofbossen, inheemse fauna, taniwha, Māori-verkenning, bedreigde soorten en het kappen van inheemse bossen. Latere thema's waren "The Settled Landscape" (Het Bewoonde Landschap) in 2008, "Economy and the City" (Economie en de Stad) in 2010, "Social Connections" (Sociale Verbindingen) in 2010, "Government and Nation" (Overheid en Land) in 2012, "Daily Life, Sport and Recreation" (Dagelijks Leven, Sport en Ontspanning) in 2013, en "Creative and Intellectual Life" (Creatief en Intellectueel Leven) in 2014.

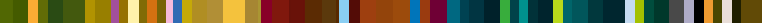
Kleurrijke strepen die worden gebruikt in de online editie van Te Ara. Elke kleur geeft een ander deel van de inhoud aan.